# Torneo de Apertura ARUSA 2017
El Torneo de Apertura ARUSA de 2017 fue un torneo de rugby de primera división de Chile.
El campeón del torneo fue el club COBS.

## Primera fase
|  | Clasifica a las semifinales por el campeonato.    |
|  | Clasifica a las semifinales por el quinto puesto. |
|  | Clasifica a las semifinales por el noveno puesto. |

### Grupo A
| Pos. | Equipo              | Encuentros | Encuentros | Encuentros | Encuentros | Tantos | Tantos | Tantos | PB | PB | Puntos |
| Pos. | Equipo              | PJ         | PG         | PE         | PP         | F      | C      | Dif    | BO | BD | Puntos |
| ---- | ------------------- | ---------- | ---------- | ---------- | ---------- | ------ | ------ | ------ | -- | -- | ------ |
| 1.º  | COBS                | 5          | 5          | 0          | 0          | 206    | 63     | +143   | 3  | 0  | 23     |
| 2.º  | Sporting Rugby Club | 5          | 4          | 0          | 1          | 173    | 80     | +93    | 3  | 0  | 19     |
| 3.º  | Old Macks           | 4          | 2          | 0          | 2          | 92     | 62     | +30    | 2  | 2  | 12     |
| 4.º  | Stade Français      | 5          | 2          | 0          | 3          | 112    | 137    | -25    | 1  | 0  | 9      |
| 5.º  | Viña RC             | 5          | 1          | 0          | 4          | 45     | 208    | -163   | 0  | 0  | 4      |
| 6.º  | Old Locks           | 4          | 0          | 0          | 4          | 63     | 141    | -78    | 1  | 1  | 2      |

### Grupo B
| Pos. | Equipo               | Encuentros | Encuentros | Encuentros | Encuentros | Tantos | Tantos | Tantos | PB | PB | Puntos |
| Pos. | Equipo               | PJ         | PG         | PE         | PP         | F      | C      | Dif    | BO | BD | Puntos |
| ---- | -------------------- | ---------- | ---------- | ---------- | ---------- | ------ | ------ | ------ | -- | -- | ------ |
| 1.º  | Universidad Católica | 5          | 5          | 0          | 0          | 196    | 69     | +127   | 4  | 0  | 24     |
| 2.º  | Old Boys             | 5          | 4          | 0          | 1          | 231    | 61     | +170   | 4  | 0  | 20     |
| 3.º  | PWCC                 | 5          | 2          | 0          | 3          | 121    | 130    | -9     | 2  | 2  | 12     |
| 4.º  | Alumni SC            | 5          | 2          | 0          | 3          | 112    | 121    | -9     | 1  | 0  | 9      |
| 5.º  | Old Georgians        | 5          | 1          | 0          | 4          | 84     | 147    | -63    | 1  | 2  | 7      |
| 6.º  | Old Locks            | 5          | 1          | 0          | 4          | 49     | 265    | -216   | 1  | 0  | 5      |

## Fase final

### Noveno puesto
|  | Semifinal     | Semifinal     | Semifinal |          |         | Final   | Final | Final |  |
|  |               |               |           |          |         |         |       |       |  |
|  |               |               |           |          |         |         |       |       |  |
|  | Viña RC       | Viña RC       | 65        |          |         |         |       |       |  |
|  | Viña RC       | Viña RC       | 65        |          |         |         |       |       |  |
|  | Old Locks     | Old Locks     | 20        |          |         |         |       |       |  |
|  | Old Locks     | Old Locks     | 20        |          | Viña RC | Viña RC | 21    |       |  |
|  |               |               |           |          | Viña RC | Viña RC | 21    |       |  |
|  |               |               | Old Reds  | Old Reds | 12      |         |       |       |  |
|  | Old Reds      | Old Reds      | Old Reds  | Old Reds | 12      | 24      |       |       |  |
|  | Old Reds      | Old Reds      |           |          |         | 24      |       |       |  |
|  | Old Georgians | Old Georgians | 16        |          |         |         |       |       |  |
|  | Old Georgians | Old Georgians | 16        |          |         |         |       |       |  |
|  |               |               |           |          |         |         |       |       |  |

### Quinto puesto
|  | Semifinal      | Semifinal      | Semifinal      |                |           | Final     | Final | Final |  |
|  |                |                |                |                |           |           |       |       |  |
|  |                |                |                |                |           |           |       |       |  |
|  | Old Macks      | Old Macks      | 19             |                |           |           |       |       |  |
|  | Old Macks      | Old Macks      | 19             |                |           |           |       |       |  |
|  | Alumni SC      | Alumni SC      | 12             |                |           |           |       |       |  |
|  | Alumni SC      | Alumni SC      | 12             |                | Old Macks | Old Macks | 7     |       |  |
|  |                |                |                |                | Old Macks | Old Macks | 7     |       |  |
|  |                |                | Stade Francais | Stade Francais | 34        |           |       |       |  |
|  | Stade Francais | Stade Francais | Stade Francais | Stade Francais | 34        | 33        |       |       |  |
|  | Stade Francais | Stade Francais |                |                |           | 33        |       |       |  |
|  | PWCC           | PWCC           | 32             |                |           |           |       |       |  |
|  | PWCC           | PWCC           | 32             |                |           |           |       |       |  |
|  |                |                |                |                |           |           |       |       |  |

### Campeonato
|  | Semifinal            | Semifinal            | Semifinal |      |                      | Final                | Final | Final |  |
|  |                      |                      |           |      |                      |                      |       |       |  |
|  |                      |                      |           |      |                      |                      |       |       |  |
|  | Universidad Católica | Universidad Católica | 32        |      |                      |                      |       |       |  |
|  | Universidad Católica | Universidad Católica | 32        |      |                      |                      |       |       |  |
|  | Sporting Rugby Club  | Sporting Rugby Club  | 20        |      |                      |                      |       |       |  |
|  | Sporting Rugby Club  | Sporting Rugby Club  | 20        |      | Universidad Católica | Universidad Católica | 25    |       |  |
|  |                      |                      |           |      | Universidad Católica | Universidad Católica | 25    |       |  |
|  |                      |                      | COBS      | COBS | 27                   |                      |       |       |  |
|  | Old Boys             | Old Boys             | COBS      | COBS | 27                   | 18                   |       |       |  |
|  | Old Boys             | Old Boys             |           |      |                      | 18                   |       |       |  |
|  | COBS                 | COBS                 | 23        |      |                      |                      |       |       |  |
|  | COBS                 | COBS                 | 23        |      |                      |                      |       |       |  |
|  |                      |                      |           |      |                      |                      |       |       |  |

| Bandera de Chile |
| Campeón COBS     |